# Rubielos Bajos
Rubielos Bajos es una localidad española del municipio de Pozorrubielos de la Mancha, perteneciente a la provincia de Cuenca, en la comunidad autónoma de Castilla-La Mancha.

## Geografía
Conforma junto a Rubielos Altos y Pozoseco el municipio de Pozorrubielos de la Mancha. Es el pueblo más poblado del municipio, con 146 habitantes según los últimos datos oficiales del INE. Está a una altitud de 798 m sobre el nivel del mar. Es un pueblo muy bien comunicado ya que está junto a la N-310. 

## Historia
A mediados del siglo XIX, la villa, por entonces con ayuntamiento propio, tenía contabilizada una población de 1867 habitantes. Aparece descrita en el decimotercer volumen del Diccionario geográfico-estadístico-histórico de España y sus posesiones de Ultramar de Pascual Madoz de la siguiente manera:

RUBIELOS BAJOS: v. con ayunt en la prov. y dióc. de Cuenca (12 leg.), part. jud. de Motilla del Palancar (2), aud. terr. de Albacete (8) y c. g. de Castilla la Nueva (Madrid 30). sit. al S. de la prov. y á 3/4 de leg. de la margen izq. del r. Júcar, en una ladera cercada de algunos cerros que dominan al pueblo; su clima es algo frio, combatido por los vientos de N. y E. , y propenso a dolores de costado y carbunclos de malisima calidad. Consta de 180 casas, inclusa la de ayunt. que sirve tambien de cárcel ; escuelas de primeras letras, concurrida la de niños por 30 y dotada con 1,100 rs., y la de niñas por 38; igl. parr. (San Ginés de la Jara) aneja de la de Villanueva de la Jara, y servida por un teniente. El térm. confina por N. con el de Rubielos Altos; E. Villanueva de la Jara; S Casasimarro, y O. El Picazo. Su terreno es medianamente productivo en cereales, pero muy á propósito para el plantío de viñedo y olivos, de lo cual hay bastante en el térm.: montes, no se conocen otros que algunos pinares plantados por particulares. Los caminos son locales y en mal estado: la correspondencia se recibe de San Clemente los lunes, jueves y sábados por la tarde, y sale al siguiente dia por la mañana. prod.: trigo, cebada, centeno, azafran, habas, guijas, guisantes y mucho vino y aceite; se cria ganado lanar y caza de liebres, perdices y algun conejo. ind.: la agrícola, 2 molinos y algunas prensas para el aceite. pobl.: 218 vec., 1,867 almas. cap. prod.: 2.703,640 rs. imp.: 135,182.
(Madoz, 1849, p. 586)

El municipio de Rubielos Bajos desapareció en 1976, al fusionarse con los de Pozoseco y Rubielos Altos para formar el nuevo término municipal de Pozorrubielos de la Mancha.

## Demografía
| Gráfica de evolución demográfica de Rubielos Bajos entre 1842 y 1970 |
| |
| Población de derecho según los censos de población del INE Población de hecho según los censos de población del INEEntre el censo de 1981 y el anterior, este municipio desaparece porque se integra en el municipio Pozorrubielos de la Mancha |

## Economía
Rubielos es un pueblo eminentemente agrícola pero también se está desarrollando el turismo rural, contando con varias casas rurales en el pueblo.

## Patrimonio

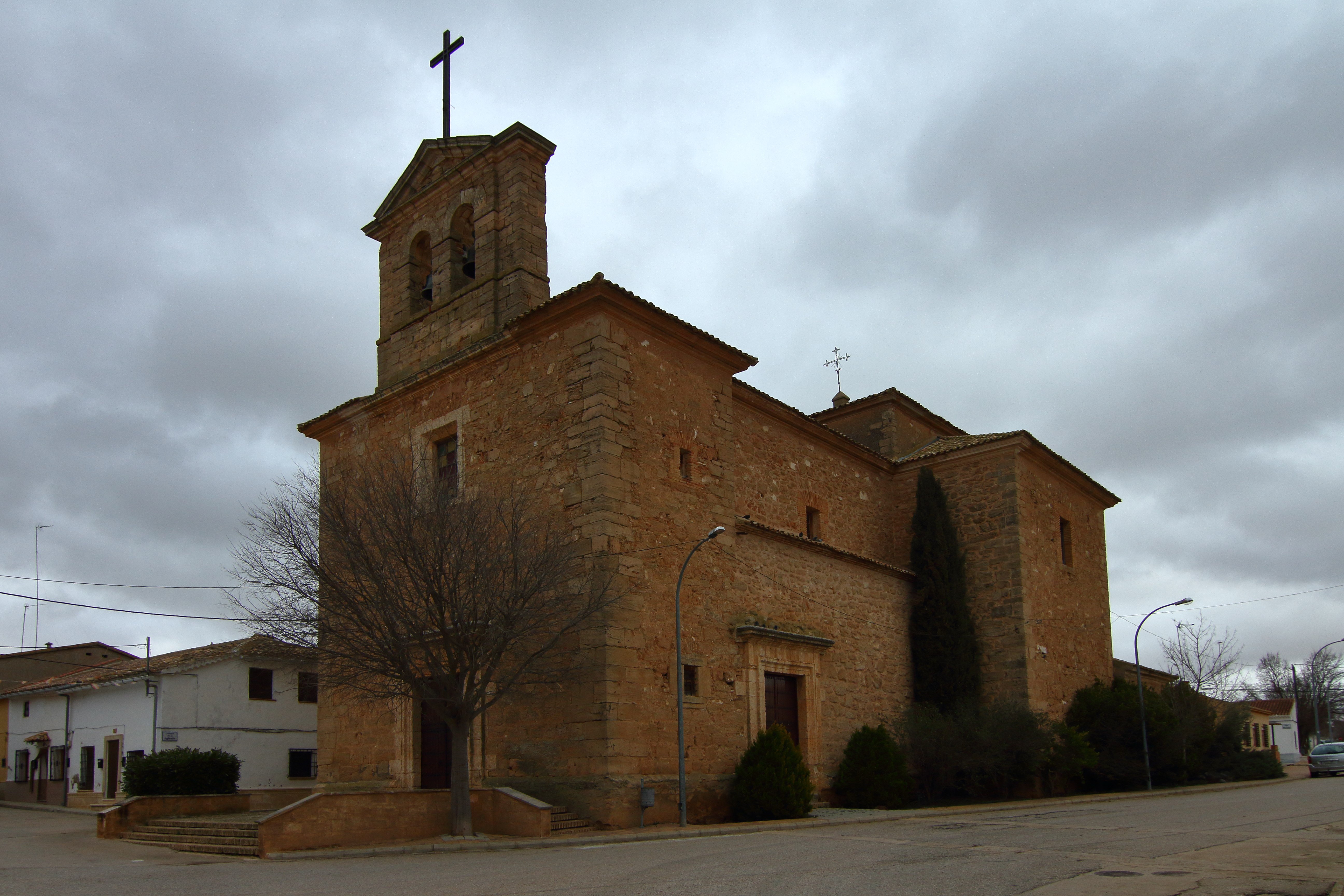
Iglesia de San Ginés

En la localidad hay una iglesia bajo la advocación de San Ginés de la Jara, que data de 1782. Tiene planta de cruz latina con capillas laterales, ábside rectangular y cúpula sobre pechinas, donde están representados en fresco los cuatro evangelistas. También está el rollo de justicia, que era donde se exponían para su humillación aquellos que habían cometido algún delito. Está coronado por una cruz.

## Fiestas
Las fiestas del pueblo son en agosto y en diciembre. En agosto son las de San Ginés y se celebran a mediados de agosto, aunque la festividad es el 25. En diciembre se celebran las de Santa Bárbara, que es el día 4 y se realizan para el Puente de la Constitución-Inmaculada. En las de Santa Bárbara se da el tradicional puñao.